# Nátron-tó
A Nátron-tó sós tó Tanzánia északi részében, a kenyai határhoz közel, a Kelet-afrikai árok északkeleti ágában (Gregory-árok). Nem messze tőle, ugyancsak az árokban alakult ki a hason kémhatású Magadi-tó.
Sekély, kevesebb mint három méter mély. Nagyjából Balaton nagyságú, de területe a vízszinttől függően változik.
Jellegzetes vöröses színe a gyors párolgás következménye. Ahogy a száraz évszakban vize elpárolog, sóssága olyan szintre növekszik, amely már kitűnő életteret biztosít a sókedvelő mikroorganizmusoknak. Ezek közül a cianobaktériumok fotoszintézis útján állítják elő élelmüket, mint a növények. A Nátron-tó nyílt vizeinek vörös, sekélyebb részeinek narancs árnyalatú színeit a cianobaktériumok adják, amelyek a Nátron-tavon tömegesen megjelenő flamingók fő táplálékát alkotják. A flamingók a tavon építenek sárszigetecskéket fészkeiknek, amelyeket a víz maró hatása miatt a ragadozók nem tudnak megközelíteni, ugyanis ez a világ leglúgosabb tava, pH értéke elérheti a 9-10.5 értékeket is.
A tó sóegyensúlyát a környezetében végzett erdőkivágások, egy ide tervezett vízierőmű, illetve egy nátrium-karbonátot mosóporrá alakító nagyüzem fenyegeti.
A tó 2001. július 4-e óta szerepel a Ramsar-listán.

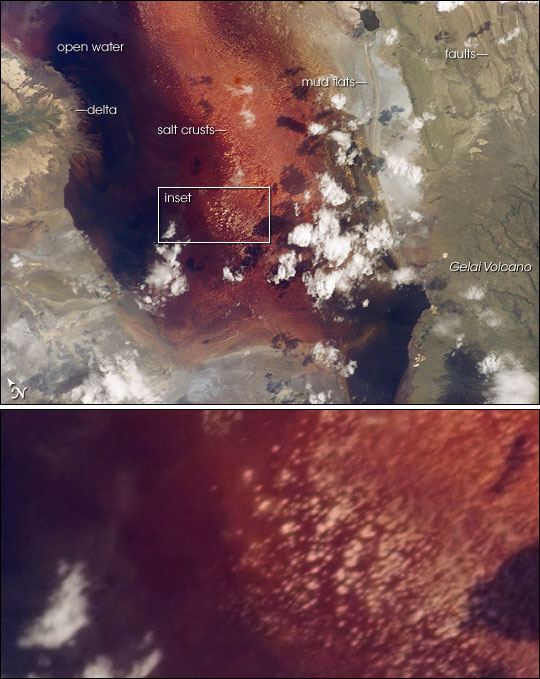
A Nátron-tó déli fele, sekély részén fehér „sókéregtutajokkal”. A felső képen csuszamlásos törések és a Gelai-vulkán is láthatók.